# Associatie van goudzuring en moerasandijvie
De associatie van goudzuring en moerasandijvie (Rumicetum maritimi) is een associatie uit het tandzaad-verbond (Bidention).

## Naamgeving en codering
- Syntaxoncode voor Nederland (rVvN): r30Aa02
- Natura2000-habitattypecode: (EU-code): H3270

De wetenschappelijke naam Rumicetum maritimi is afgeleid van de botanische naam van goudzuring (Rumex maritimus).

## Fysiognomie
De associatie van goudzuring en moerasandijvie manifesteert zich bijna altijd in de formatie van een ruigte. De vegetatie raakt meestal gesloten en bereikt een hoogte van enige decimeters tot ruim anderhalve meter.

## Verspreiding
Het verspreidingsgebied van de associatie van goudzuring en moerasandijvie strekt zich uit over Centraal- en Oost-Europa, noordwaarts tot in Zuid-Scandinavië en westwaarts to in Nederland en Frankrijk.